# Прва влада Николе Узуновића
Прва влада Николе Узуновића је била влада Краљевине Срба, Хрвата и Словенаца која је владала од 8. априла 1926. до 15. априла 1926. године.
Ова влада је имала најкраћи мандат од свих влада Југославије.

## Чланови владе
| Функција                                                         | Слика                 | Име и презиме         | Детаљи                          |
| ---------------------------------------------------------------- | --------------------- | --------------------- | ------------------------------- |
| Председник Министарског савета                                   |                       | Никола Т. Узуновић    |                                 |
| Министар иностраних дела                                         |                       | Момчило А. Нинчић     |                                 |
| Министар војске и морнарице                                      |                       | Душан Трифуновић      |                                 |
| Министар унутрашњих дела                                         |                       | Божидар Ж. Максимовић |                                 |
| Министар правде                                                  |                       | Марко С. Ђуричић      |                                 |
| Министар просвете                                                |                       | Стјепан Радић         |                                 |
| Министар финансија                                               |                       | Никола Т. Узуновић    | заступник, до 12.4.1926.        |
| Министар финансија                                               | Нинко Перић           |                       |                                 |
| Министар грађевина                                               |                       | Милорад Вујичић       |                                 |
| Министар трговине и индустрије                                   |                       | Иван Крајач           |                                 |
| Министар пољопривреде и вода                                     |                       | Василије И. Јовановић | до 13.4.1926, од тада заступник |
| Министар пошта и телеграфа                                       |                       | Бењамин Шуперина      |                                 |
| Министар шума и рудника                                          |                       | Никола Никић          |                                 |
| Министар социјалне политике                                      |                       | Милан Симоновић       |                                 |
| Министар народног здравља                                        |                       | Славко С. Милетић     |                                 |
| Министар вера                                                    |                       | Милош Трифуновић      |                                 |
| Министар припреме за Уставотворну скупштину и изједначење закона |                       | Милан Сршкић          |                                 |
| Министар аграрне реформе                                         |                       | Павле Радић           |                                 |
| Министар саобраћаја                                              |                       | Крста Љ. Милетић      | до 13.4.1926.                   |
| Министар саобраћаја                                              | Василије И. Јовановић |                       |                                 |